# یواس‌اس فاکس (دی‌دی-۲۳۴)
یواس‌اس فاکس (دی‌دی-۲۳۴) (به انگلیسی: USS Fox (DD-234)) یک کشتی بود که طول آن ۹۵٫۸۱ متر (۳۱۴٫۳ فوت) بود. این کشتی در سال ۱۹۱۹ ساخته شد.